# Automóviles de Turismo Hispano Ingleses

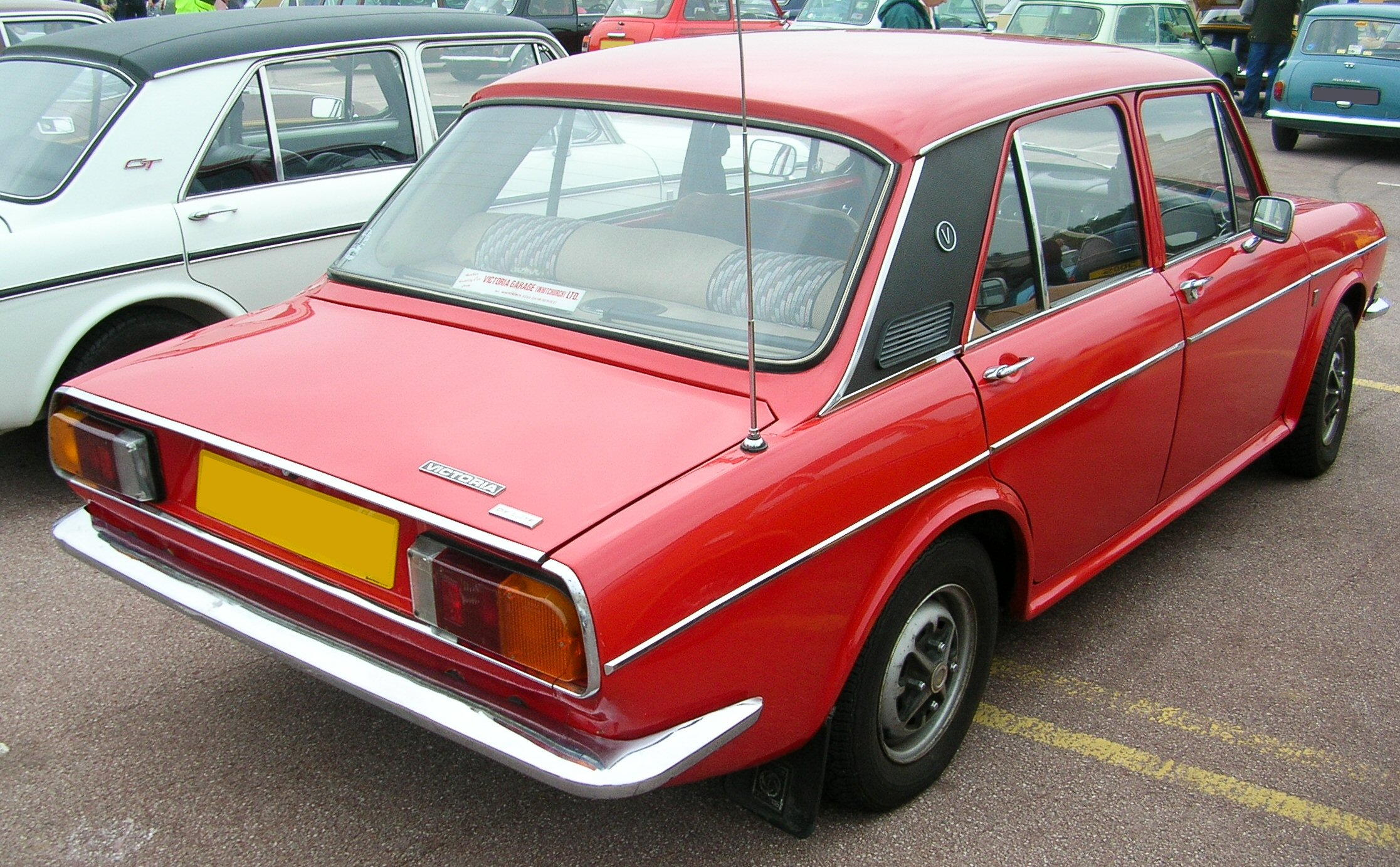

Automóviles de Turismo Hispano-Ingleses (AUTHI) fue una compañía automovilística española que existió entre los años 1963 y 1975. Se dedicó a la producción de modelos de las marcas británicas Austin y Morris bajo licencia.

## Antecedentes
Nueva Montaña Quijano S.A. (NMQ) se constituyó en 1899 con la finalidad de producir siderúrgicos y manufacturas metálicas. Una parte importante de su capital pertenecía al Banco de Santander y otra a la familia Quijano.
Cuando, años más tarde, el Banco de Santander tomó el control del Grupo Empresa FASA-Renault (posteriormente denominada Renault-España) NMQ se inició rápidamente en la construcción de motores y otros componentes como suspensiones con destino a las cadenas de montaje de los Renault españoles, aprovechando la experiencia previa en la fabricación de motores para tractores Lanz. Iniciada la década de los sesenta, el grupo Fierro tomó el control de FASA y NMQ se encontró ante la necesidad de dar salida a su producción.
El único camino que les quedaba abierto era la fabricación de automóviles propios y a ella se lanzaron. Tras obtener la vital autorización del Ministerio de Industria, firman un acuerdo con British Motor Corporation, quienes ya tenían presencia en España a través de SAVA.

## Creación de AUTHI
El 12 de noviembre de 1966 quedó constituida oficialmente AUTHI, bajo la presidencia de Eduardo Ruiz de Huidrobo y Alzurena. El capital social inicial era de veinte millones de pesetas en acciones nominativas, títulos propiedad de la empresa fundadora NMQ. AUTHI estableció su domicilio social en Arazuri, Navarra, España.
En enero de 1967 se comercializaron los primeros vehículos fabricados por AUTHI, concretamente los ADO 16 -Morris y Austin 1100-, con su avanzada suspensión hidroelástica.
En octubre de 1968 salió al mercado el Mini 1275 C, cuya C al final hacía pensar en el Cooper. En cambio, el C incorporaba una mecánica igual a la del Morris 1300. En cuanto a equipamiento, el Mini 1275 C incorporaba asientos de piel y tablero de nogal, por lo que su acabado era mucho más lujoso que el de sus hermanos ingleses.
En abril de 1969 salieron al mercado los Mini 1000 en sus dos versiones: Standard y Especial. Este último era la versión más lujosa y, según muchos, el mejor Mini fabricado por AUTHI en toda su historia. El montaje de estos primeros Mini se realizaba en la fábrica de Pamplona, basado en colecciones de chapa procedentes de Inglaterra y en suministros de NMQ a través de su planta de Los Corrales de Buelna (Cantabria), donde se fabricaban motores, transmisiones y cajas de cambios, y de fábricas pertenecientes a su grupo, constituido por Crilastic, Ketalauto y Tecniauto, en Barcelona. Estas empresas eran suministradoras de pequeñas piezas de estampación, elementos auxiliares, embellecedores, carburadores SU y bombas de gasolina. Otras plantas menores eran los talleres Miguel de Prado en Valladolid y Ogerma en Madrid, dedicados a elementos de guarnecido y butacas.
A pesar de su calidad, las ventas de los Minis no respondieron a las previsiones debido al elevado coste de unos coches excesivamente lujosos para las posibilidades económicas de los españoles de la época. Por eso, ya en noviembre de 1968 se iniciaron gestiones para la participación directa de British Leyland en AUTHI.
El 7 de julio de 1969, Lord Stokes, presidente de British Leyland, anunciaba que British Leyland había adquirido el 51% de las acciones de NMQ, ampliando el capital hasta 1.407 millones de pesetas, y pasaba la presidencia a Pablo Tarrero Rivero.
Aunque la denominación de la empresa no varió, los productos se comercializaron ya bajo el nombre Leyland-Authi y las fábricas de NMQ pasaron a formar parte de las instalaciones de la empresa navarra, junto al nuevo edificio de oficinas generales que se constituyó en el polígono de San Fernando de Henares, destinado además a centro de repuestos.
En 1973 se amplió nuevamente el capital a 2400 millones de pesetas, British Leyland Motor Corporation (BLMC) compró prácticamente toda la participación española y la presidencia pasó a Manuel Díez Alegría. El índice de nacionalización de los vehículos era entonces del 95%. 
El centro de repuestos contaba con un sistema de almacenaje totalmente automatizado mediante ordenador de tarjetas perforadas, lo último en tecnología informática de aquella época.
A raíz de la compra de las acciones de AUTHI por la empresa inglesa se comenzó, en enero de 1970, la fabricación del Mini 850 en su versión ADO-15 (la original de 1959). En octubre del mismo año se lanzó la gama ADO-20, que corresponde a las series llamadas también MK III (pues los 1275 C, 1000 S, 1000 E y también este 850 eran series del tipo MK II).
Con la introducción del Mini 850 empezó la tendencia a eliminar de la imagen de marca de AUTHI la sensación de lujo y excesivo coste que hasta entonces les amparaba. Después vendría el Mini 1000 con equipo mucho más sencillo que sus antecesores, los S y E.
El desconocimiento técnico por parte de los vendedores profesionales llevó a que AUTHI no supiese o pudiese establecer una buena red de post-venta, perdiendo clientes y no pudiendo afirmar el Mini en el mercado español.
También en 1971 se introdujo en el mercado el Mini 1275 GT, que sustituyó al 1275 C. El cambio se basaba en la eliminación de los asientos de piel, tablero de nogal y faros halógenos; junto a ello, una sensible disminución de precio, que situó al GT a un nivel muy competitivo.
Finalmente, a finales de 1973 y ya en pleno declive como marca, BL-AUTHI lanzó el Mini Cooper 1300, versión mucho más cuidada que su antecesor (el Mini 1275 GT), tanto en confort como en acabado. A nivel de equipo, el Cooper marcó un hito: instrumentación completa, luneta térmica, depósito de combustible de 36 litros y, opcionalmente, limpia-lava luneta, reposacabezas en asientos delanteros y radiador de aceite. Aunque el nombre fuera casi idéntico, el motor de este coche era distinto al Cooper S inglés o al Innocenti Mini Cooper italiano. El motor que se montó en Italia era el mismo motor del Austin Victoria de Luxe fabricado también por BL-AUTHI. La caja de cambios incorporaba el grupo final del Mini 1000 para aumentar el nervio. Todo y con eso, y a pesar de los dos carburadores SU, del escape independiente y del cigüeñal nitrurado para aumentar su dureza, el rendimiento era de tan solo 68 CV SAE, unos 60 CV DIN, en contrapartida de los 76 BHP del Cooper S 1275, y de los 71 CV DIN del Innocenti.
La aparición de este coche no fue suficiente para mantener la rentabilidad de la fábrica y, junto con la crisis del petróleo de mediados de los 70, BL-AUTHI decidió vender sus instalaciones fabriles de Corrales de Buelna a Motor Ibérica en 1974. Un incendio en las instalaciones de Pamplona, además del intento de compra de la empresa por parte de General Motors y la posterior decisión de cerrar sus puertas en 1976, provocaron la intercesión del Estado a través del INI y su filial SEAT para adquirir la fábrica. Salieron de sus naves más de 140.000 Minis, algunos de ellos exportados al extranjero, como por ejemplo, a Suiza.

## Actualidad
La fábrica original, ubicada en el polígono industrial de Landaben sigue produciendo automóviles, hoy bajo el auspicio de Volkswagen AG.
Todavía existe pasión por los vehículos fabricados por AUTHI, encontrándose en algún museo y muchas colecciones privadas. Como muchas otras marcas desaparecidas, y dado el valor de mercado, tiene seguidores, sobre todo entre los entusiastas del automóvil. El nombre es relativamente desconocido fuera de España, aunque los productos se vendieron en varios mercados.
En la actualidad, y desde 2010, la marca está registrada por Pedro J. Santos, fundador de Tauro que intentará relanzar la marca.